# Hume Blake Cronyn
Hume Blake Cronyn, född 28 augusti 1864 i London, Ontario, död 19 juni 1933, var en kanadensisk politiker och advokat. Hans son Hume Cronyn var en skådespelare.